# Triflat
El triflat, en química, de nom sistemàtic trifluorometanosulfonat, és un grup funcional de fórmula CF₃SO₃-. El radical triflat s'acostuma a representar com -OTf, al contrari que -Tf, el qual designa al radical trifil CF₃SO₂-. Així, la fórmula semidesenvolupada del n-butiltriflat seria CH₃CH₂CH₂CH₂OTf.
L'anió triflat CF₃SO₃- és un anió poliatòmic extremadament estable, essent la seva base conjugada, l'àcid trifílic (CF₃SO₃H), un dels àcids més forts conegut com a superàcid.

## Aplicacions
El grup triflat és un excel·lent grup sortint en algunes reaccions orgàniques, com la substitució nucleofílica, la reacció d'acoblament de Suzuki i les reaccions de Heck. Els triflat de liti es fan servir en algunes bateries d'ió liti com un component de l'electròlit.
Un agent triflant suau és la fenil-triflimida, o N,N-bis(trifluorometilsulfonil)anilina.

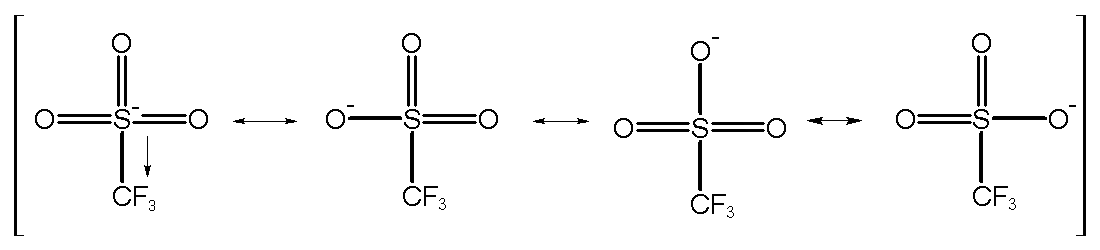
Estabilitat mesomèrica del triflat.

## Sals de triflat
Les sals derivades dels triflats són molt estables tèrmicament. Es poden obtenir directament a partir de l'àcid trifílic amb l'hidròxid metàl·lic o el carbonat metàl·lic en aigua. Els triflats s'usen com àcids de Lewis en química orgànica. Són especialment útils els triflats derivats dels lantànids de tipus Ln(OTf)₃ (on Ln pot ser La, Ce, Pr, Nd, Sm, Eu, Gd, Tb, Dy, Ho, Er, Tm, Yb, Lu, Y). El triflat d'escandi s'usa en reaccions de tipus Diels-Alder. La misma reacción falla con una sal de itrio.